# Samuel Aguilar
Samuel Aguilar (ur. 16 marca 1933, zm. 12 maja 2013 w Fernando de la Mora) – piłkarz paragwajski, bramkarz.
Jako gracz klubu Club Libertad był w kadrze reprezentacji podczas finałów mistrzostw świata w 1958 roku, gdzie Paragwaj, pomimo bardzo dobrej postawy, odpadł już w fazie grupowej. Aguilar zagrał w dwóch meczach – ze Szkocją (stracił 2 bramki) i Jugosławią (stracił 3 bramki). Był najmłodszym bramkarzem występującym w szwedzkich mistrzostwach.
Rok później, wciąż jako gracz klubu Libertad, wziął udział w turnieju Copa América 1959, gdzie Paragwaj zajął trzecie miejsce. Aguilar zagrał w pierwszych trzech meczach – z Chile (stracił bramkę), Boliwią i Urugwajem (stracił 3 bramki). W pozostałych trzech spotkaniach bramki paragwajskiej strzegł Honario Casco.
Jeszcze w tym samym roku wziął udział w ekwadorskim Copa América, gdzie Paragwaj zajął ostatnie, piąte miejsce. Aguilar wystąpił w trzech meczach – z Brazylią (stracił 3 bramki), Urugwajem (zmienił go Víctor Riquelme) i Ekwadorem (stracił bramkę).
W następnym roku uczestniczył w turnieju Copa del Atlántico 1960, gdzie wystąpił w spotkaniu przeciwko Argentynie, tracąc jednego gola.
Aguilar grał także w barwach klubu Sport Colombia Fernando de la Mora.